# Noragami
Noragami (ノラガミ? lett. "Dio randagio") è un manga di genere soprannaturale, scritto e disegnato da Adachitoka. La serie è stata serializzata dal numero di gennaio 2011 a quello di febbraio 2024 della rivista Monthly Shōnen Magazine di Kōdansha. I capitoli del manga sono stati raccolti in 27 volumi tankōbon pubblicati dal 15 luglio 2011 al 16 febbraio 2024. Un adattamento anime, prodotto dallo studio Bones, è stato trasmesso in Giappone dal 5 gennaio al 23 marzo 2014. Una seconda stagione anime, acquistata in Italia da Dynit per VVVVID, è stata annunciata ad aprile 2015 ed è andata in onda dal 2 ottobre fino al 29 dicembre dello stesso anno.

## Trama
Hiyori Iki è una normale studentessa di scuola media, almeno fino a quando viene investita da un autobus mentre cerca di salvare la vita di un ragazzo appena incrociato per strada di nome Yato. Questo incidente la costringerà ad iniziare una vita non poco bizzarra. Dopo aver conosciuto Yato, il quale le rivela di essere un dio, scopre che, dal giorno del suo incidente, il suo corpo inizia ad addormentarsi di colpo, mentre la sua anima si stacca da esso, rendendola quindi un mezzo Spettro, in grado di interagire con il mondo degli dèi e dei morti. Incapace di risolvere da sola il problema, chiede aiuto a Yato, il quale promette di aiutarla in cambio di 5 yen. Yato, a sua volta, è alla ricerca di uno Shinki, uno Strumento Divino, ovvero l'anima di una persona morta in grado di uccidere gli Spettri malvagi una volta trasformato in arma, che ogni dio non può fare a meno di avere, e che troverà in un giovane ragazzo di nome Yukine. Partono così le vicende dei tre protagonisti, affiancati da tutti gli altri personaggi, dèi e Strumenti, nel corso della storia e intraprenderanno tante avventure.

## Personaggi

### Principali
Yato (夜ト?)
Doppiato da: Hiroshi Kamiya
Yato, protagonista della serie, è una divinità minore della Guerra il cui scopo è racimolare quanti più soldi per potersi costruire un santuario personale; un sogno difficile da realizzare, poiché chiede solo 5 yen ai suoi fedeli per i suoi servigi temendo che se alzasse il prezzo nessuno lo chiamerebbe più. Al contrario del manga, nell'anime non viene specificato che il messaggio che è solito scrivere sui muri, sui cartelli o nei bagni delle scuole, può essere visto solo da chi ha realmente bisogno di un aiuto da parte di un dio. È soprannominato “il dio in tuta”, in quanto la indossa sempre, ed ha un debole per gli alcolici e i soldi. A volte si comporta in maniera immatura e si emoziona con poco, e, nonostante sia poco affidabile e molto pigro, quando qualcuno che ama si trova in pericolo non esita a diventare violento senza curarsi di niente e di nessuno pur di salvarlo. Durante le vicende, si innamora di Hiyori, che ricambia i sentimenti.
Qualche secolo prima della narrazione, si scopre essere stato un dio delle Calamità, responsabile della distruzione di diversi villaggi e della morte degli Strumenti Divini di Bishamonten, sempre accompagnato da Nora. In seguito, si scopre inoltre che, come molti altri dèi, ha un nome fittizio e che quello vero è Yaboku (il secondo carattere del nome ha una pronuncia differente).  Il suo clan è "Ne" (音?). Inizialmente, il suo unico Strumento Divino è Yukine con cui, nonostante le difficoltà iniziali, stringe un forte legame che porta il ragazzo a trasformarsi in un Tesoro Sacro. Successivamente anche Kazuma diventa un suo Shinki, con il nome di Kazune.
Hiyori Iki (壱岐 ひより?, Iki Hiyori)
Doppiata da: Maaya Uchida
Inizialmente una normale e tranquilla studentessa dai voti molto alti e con la passione per il wrestling, dopo essere stata coinvolta in un incidente mentre cercava di salvare la vita a un ragazzo che stava per essere investito, ovvero Yato, diventa un mezzo ayakashi, ossia un umano con la capacità di “staccare” la propria anima dal corpo, lasciando quest’ultimo in una fase di sonno profondo, e capace di interagire con coloro che si trovano nella fenditura, come gli dèi. In questo stato, ad Hiyori spunta una coda violacea, che scopre poi essere il filo che collega la sua anima al suo corpo terreno; se si dovesse spezzare, morirebbe. Inoltre, nella sua forma ultraterrena, le abilità fisiche aumentano e riesce a distinguere l’odore dei vari dèi. Sebbene inizialmente cerchi una cura alla sua condizione, ben presto si affeziona non solo a Yato e Yukine, ma anche a tutte le altre divinità e strumenti che incontra, tanto da investire più tempo con loro che nelle attività scolastiche. Nel corso della storia si innamora di Yato, il quale la ricambia; nonostante questo, continua a considerarlo una persona nullafacente e pigra e quando si arrabbia con lui non esita a colpirlo con il "jungle savate", una tecnica del suo wrestler preferito.
Proviene da una ricca famiglia di medici e ha un fratello maggiore che vive all’estero. A scuola ha due migliori amiche con cui passa il tempo, Aimi Tabata e Akira Yamashita, le quali però non sono a conoscenza del mondo degli dèi e degli ayakashi.
Yukine (雪音?)
Doppiato da: Yūki Kaji
Yukine è il nome da umano dello Strumento Divino di Yato, un ragazzo di quattordici anni, trovato da Yato all'inizio della serie. Il suo nome puro è Yuki (雪? "Neve"), mentre il nome da Shinki è Sekki (雪器?); nel momento in cui Yato lo richiama, si trasforma in una katana affilata. Il suo vero nome in vita era Haruki Tajima e venne ucciso dal padre all’età di quattordici anni. Yato, appena lo accoglie come Strumento, definisce la sua età “difficile”, in quanto, essendo morto da pre-adolescente, il suo spirito rimarrà per sempre a quell’età; a causa di ciò, Yukine è particolarmente impulsivo e invidia il mondo dei vivi, così inizia a compiere piccoli reati, che lo porteranno quasi a uccidere Yato e a trasformarsi in uno Spettro, salvato però da un'Abluzione da parte di Daikoku, Mayu e Kazuma. Dopo l’episodio e alla sofferenza dell'Abluzione, inizia ad andare molto d'accordo con Yato (nonostante continui a rimproverarlo) e giura di diventare uno strumento divino in grado di guidare e proteggere il suo padrone, mentre mantiene sempre un buon rapporto con Hiyori e gli altri personaggi. Yukine si affeziona subito molto a Hiyori mentre mantiene un rapporto tormentato con Yato, vedendolo come una figura paterna. Yukine è un ragazzo abbastanza cinico e si arrabbia con facilità (soprattutto con Yato) ma è di buon cuore e si rifiuta di uccidere le persone. Decide più avanti di farsi aiutare da Hiyori a studiare per recuperare ciò che non ha potuto fare in vita, inoltre si trasferisce da Kofuku dato che Yato non aveva un posto dove stare. Dopo essersi sacrificato per Yato ed esser diventato uno Strumento Benedetto, la sua forma muta in due katane più piccole, ma identiche. Fujisaki è interessato al suo potenziale e decide di farlo diventare suo Shinki, rivelandogli il suo passato. Yukine diventa perciò un Nora, diventando lo Strumento di Fujisaki con il nome Hagusa (莠?), Yuu (莠?) come nome puro e Yuuki (莠器?) come nome da Strumento.

### Divinità
Le divinità dell'universo di Noragami sono liberamente ispirate alla mitologia giapponese e allo Shintoismo. Gli dèi sono abitanti della "fenditura", quello spazio tra il mondo umano e l'Aldilà abitato anche dagli ayakashi, le creature spettrali contro cui devono combattere e dai cui devono difendere gli umani. Per fare ciò, le divinità utilizzano gli Shinki, anime a cui possono donare un nome e renderle propri servitori. Ogni dio riconosciuto ha un pezzo di terreno nel Takamagahara e il diritto di partecipare all'assemblea divina. La vita degli dèi è essenzialmente immortale, ma dipende in realtà dalla fede delle persone: se infatti un dio non viene ricordato dagli umani, rischia di sparire; al contrario, le divinità ormai radicate nell'immaginario comune, come le Sette Divinità della Fortuna, anche in caso di morte sono in grado di rinascere un numero di volte potenzialmente infinito. Nel mondo umano sono visibili solo da bambini e animali, oppure anche da persone che per qualche motivo volgono il loro sguardo verso la "fenditura".
Tenjin (天神?)
Doppiato da: Tōru Ōkawa
Dio della Saggezza e della Sapienza, si presenta come un elegante signore anziano, vestito sempre con il kimono tradizionale, che fa indossare anche ai suoi Strumenti. È un dio con al seguito migliaia di fedeli e molti santuari sul territorio giapponese, che lo rendono uno degli dèi più potenti e più ricchi. Il suo clan è "Yu" (喩) e possiede esclusivamente Strumenti Divini donna, tra cui Tsuyu, Mayu, Ayu, Nayu, Moyu e Miyu. Il suo vero nome è Sugawara no Michizane (菅原道真?).
Kofuku (こうふく?, Kōfuku, lett: "Piccola fortuna")
Doppiata da: Aki Toyosaki
È una dea della Povertà e della Sfortuna ed ha un carattere molto vivace e spensierato. Il suo clan è "Dai" (大) e il unico Strumento Divino, nonché compagno di vita, è Daikoku. Il suo "vero" nome è Ebisu Kofuku (エビス小福?), datole da Daikoku, in quanto, essendo una binbōgami (貧乏神? lett. "dio della povertà"), e quindi non avendo templi né fedeli, al momento della sua nascita non le fu dato un nome proprio; usa questo nome anche per ingannare gli umani e sembrare una dea della Fortuna. Inoltre, essendo una dea della Sfortuna non le era mai stato concesso di avere uno shinki. Tuttavia, quando incontrò Daikoku lo definì "amore a prima vista" e da allora lui resta il suo unico Strumento.
Bishamonten (毘沙門天?)
Doppiata da: Miyuki Sawashiro
Anche conosciuta solo come Bishamon o Vaisravana, è una delle Sette Divinità della Fortuna, più nello specifico la dea della Guerra, del Coraggio e della Strategia. Ha un’efficiente e numerosissima squadra di Strumenti Divini, che lei considera la sua "famiglia", ognuno con la propria utilità, tutti coordinati dal suo strumento guida nonché Tesoro Sacro, Kazuma. Facente parte del clan "Ha" (巴), è in eterna lotta con Yato in quanto lo ritiene responsabile dello sterminio del suo vecchio clan di shinki, "Ma" (麻), di cui solo Kazuma è rimasto superstite; in realtà Yato uccise il suo clan per salvare la vita alla dea, su richiesta di Kazuma, essendosi trasformati quasi tutti in ayakashi. I due migliorano il rapporto dopo la scoperta della verità sulla faccenda. Pur essendo la dea della Guerra, è molto protettiva e disponibile con i propri Strumenti; alcuni di questi sono, oltre a Kazuma, Kuraha (囷巴?), Tsuguha (紹巴?), Kinuha (紝巴?), i gemelli Karuha (刈巴?) e Kazuha (数巴?), Suzuha (鈴巴?) e molti altri.
Rabō (蠃蚌?, Rabō)
Doppiato da: Takahiro Sakurai
Un dio delle Calamità, nonché uno degli antagonisti della storia. Un tempo compagno d'armi di Yato, è stato risvegliato da Nora per cercare di corrompere l'anima di Yato e farlo tornare il dio della Sventura che era un tempo. Il suo Strumento Divino è la ragazza stessa. Appare solo in uno spin-off del manga, oltre che nell'anime.
Ebisu (恵比寿?)
Doppiato da: Ryōtarō Okiayu/Yuiko Tatsumi (bambino)
Uno dei sette dèi della Fortuna, è il dio del Commercio e della Pesca. Il suo clan è "Mi" (弥). È indagato come l'artefice misterioso che comanda gli ayakashi con le maschere; il suo unico interesse per la faccenda era in realtà proteggere meglio gli uomini per mezzo anche degli spettri, e si scopre infatti essere stato manipolato dal vero colpevole, il Padre. A causa dei numerosi esperimenti in merito, è spesso soggetto a numerose successioni dopo le sue svariate morti. Yato si affeziona molto alla penultima successione mentre cerca di salvarlo nello Yomi, che tuttavia viene condannata dal Cielo, e si reincarna in un nuovo Ebisu dall'aspetto di un bambino. Dopo lo sterminio dei suoi Strumenti Divini, scoperti essere quasi tutti randagi, gli unici ancora in vita sono Iwami (巖弥?), la sua fedele guida, e Kunimi (邦弥?), che gli consente incredibili capacità di combattimento.
Izanami (イザナミ?)
Doppiata da: Hibiku Yamamura
È la dea e regina dello Yomi, ossia l'Aldilà, e riesce a controllarne ogni parte e ogni spirito grazie ad un "pennello fantasma", il Koto-no-Ha o "parola dello Yomi" (oggetto di cui si impossesserà prima Ebisu e poi il "Padre"). Inizialmente, appare alle persone che si recano nello Yomi come la persona con cui essi si sentono più a loro agio (ad esempio, Hiyori per Yato e la padrona della "Locanda delle Olive" per Ebisu); nel momento in cui questi si rifiutano di rimanere con lei, assume il suo "vero" aspetto, ossia di un corpo decomposto con lunghi capelli marroni, che usa, inoltre, per intrappolare le persone nell'Aldilà. Si scopre essere la madre del dio Ebisu.
Ōkuninushi (大国主?)
Doppiato da: Shunsuke Sakuya
Un altro componente dei Sette Dèi della Fortuna, conosciuto anche come Daikokuten (大黒天?), è il dio dell'Abbondanza. Ha un carattere molto scaltro e numerosi shinki al suo servizio. Può assumere una forma mostruosa che gli ha conferito l'epiteto "ragno e orso" e che secoli prima costrinse il Cielo a sigillarlo.
Takemikazuchi (タケミカヅチ?)
È il dio dei Fulmini, una divinità molto importante, di alto rango nel Cielo. Molto noto per le alte capacità di combattimento, viene inviato dal Cielo come esecutore di Ebisu, sospettato di essere l’Artefice. Ha l'abilità innata di utilizzare fulmini propri, nonché quella di trasformarsi in un drago interamente fatto di elettricità. Nonostante ciò, gli è stato proibito di usare la sua abilità, che è invece stata passata al suo shinki guida, Kiun (Oki da Strumento), uno strumento talmente potente da essere stato soprannominato "lama del tuono". Possiede numerosi Strumenti, e il suo clan è “Un” (器).

### Shinki
Gli Shinki (神器?), chiamati anche Strumenti Divini, sono oggetti in possesso degli dèi, spesso usati per uccidere gli ayakashi. Le anime di persone morte non contaminate dalla corruzione (solitamente persone decedute per morti violente, che quindi meriterebbero una seconda occasione) vengono riportate allo stato di fantasma e trasformate quindi in oggetti. Ogni strumento ha così le proprie caratteristiche, sia fisiche che in termini di capacità e forza; l'unica capacità che li accomuna è la creazione, nella forma umana, di un "confine" (境界線?, Kyōkai-sen) a difesa contro gli spettri. Un dio, per trasformare un'anima, le dona tre nomi: un nome "puro", che viene tatuato sul corpo dello shinki e indica la sua appartenenza al dio; un nome umano, con cui viene chiamato nella sua forma appunto umana; un nome da strumento, tramite il quale il dio può trasformarlo in oggetto. Numerosi dèi, tra cui Yato, Tenjin e Bishamonten, usano per il nome dei loro strumenti una sillaba finale sempre identica, così da mostrarne il clan di appartenenza. Lo shinki non ricorda nulla della sua vita passata, nonostante il dio abbia accesso ai suoi ricordi al momento della scelta. Tuttavia, il nome in vita dello strumento non può essergli rivelato, poiché altrimenti si trasformerebbe in uno spettro; il vero nome di uno strumento è infatti chiamato "Il più grande segreto di un dio" (神の秘め事?, Kami no himegoto). Nel momento in cui uno shinki giura assoluta fedeltà al suo padrone, spesso rischiando la vita o mettendo in gioco il suo nome per lui, esso può trasformarsi in un Tesoro Sacro (o Strumento Benedetto), con caratteristiche fisiche diverse e maggiori capacità.
Mayu (真喩?)
Doppiata da: Asami Imai
Strumento Divino inizialmente usato da Yato, con il nome puro Tomo (伴? "Compagno") da umana Tomone (伴音?), e il nome da Strumento Hanki (伴器?); con lui, si trasformava in uno stiletto. Dopo esser rimasta tre mesi con Yato, si licenzia, e viene assunta da Tenjin, diventando Makoto (真? "Vero") come nome puro e Shinki (眞器?) come nome da Strumento; durante la trasformazione, assume la forma di una pipa. Nonostante sia spesso irritata dalla presenza di Yato, prende parte all'Abluzione di Yukine per aiutare il dio. Ha servito numerosi dèi prima di Yato e Tenjin.
È stato rivelato che la sua morte fu causata da un incendio nel suo palazzo, durante la Seconda guerra mondiale, nel tentativo di salvare la vita alla figlia.
Kazuma (兆麻?)
Doppiato da: Jun Fukuyama
È uno degli Shinki di Bishamonten, nonché uno Strumento Benedetto e sua fedele Guida. Il suo nome puro è Kazu (兆? "Tremila") mentre da Strumento è Chōki (兆器?). Il suo vero nome in vita era Kiyotsugu Hirano, e venne ucciso dal fratello, geloso che fosse stato scelto per ereditare l’azienda di famiglia nonostante fosse il figlio più giovane, all’età di diciannove anni.  Si trasforma in un orecchino color ciliegio, rispetto a quando era ancora uno Strumento Divino, che si trasformava in un chiodo. È indirettamente il leader degli Strumenti della dea, della quale è innamorato, in quanto è l'unico superstite del suo vecchio Clan "ma". Ha delle capacità di strategia e di controllo elevatissime, con cui guida tutti gli altri Shinki durante i combattimenti. Dopo essere stato chiamato da Hiyori, prende parte al rituale d'Abluzione, essendo molto grato a Yato per aver salvato la vita a Bishamon. In seguito, per aiutare la dea, diventa uno Shinki di Yato, diventando Kazu ( 暦?) come come puro, Kazune (暦音?) come nome da umano e Rekki (暦器?) come nome da Strumento.
Daikoku (大黒?)
Doppiato da: Daisuke Ono
Strumento Divino e compagno di Koufuku, si trasforma in un ventaglio capace di aprire un varco tra il mondo dei vivi e dei morti. Il suo nome puro è Kuro (黒? "Nero") e quello da Strumento invece è Kokki (黒器?). Una battuta ricorrente è il suo chiamare Koufuku Kami-san (神さん? “Dea”), la cui pronuncia è identica alla parola Kami-san (上さん?) che significa “moglie”. Ha un aspetto burbero e spaventoso, ma è in realtà molto gentile e particolarmente attaccato ai bambini. Quando Hiyori accorre da Koufuku chiedendole di salvare Yato dalla contaminazione, Daikoku è il primo a proporre di praticare il rituale d'Abluzione, consapevole dei rischi, e a correre a cercare altri due Strumenti per aiutarlo. Daikoku è da sempre l'unico Strumento di Koufuku, ed è stato lui a sceglierle il nome. Insieme avevano adottato uno Shinki bambino di nome Daigo, per volere di Daikoku. È probabile che il suo attaccamento ai bambini sia dovuto al fatto che in vita era un padre.
Nora (野良?)
Doppiata da: Rie Kugimiya
I "nora" (lett: "randagi") sono degli Strumenti Divini utilizzati da più divinità e per questo possiedono numerosi nomi tatuati sul loro corpo. Nora è lo Strumento Divino di vari dèi tra cui Yato, Rabō ed Ebisu. Essendo uno Strumento con vari nomi e possessori, l’è stato attribuito il nome proprio “Nora”, in quanto questi tipi di Strumenti hanno la tendenza a tradire i propri padroni, venendo usati da altri. Per questo sono considerati una vergogna da molti dèi e non considerati degni di un vero nome. I suoi vari nomi e trasformazioni sono:
- Hiiro (緋?) e Hiki (緋器?) come Strumento di Yato; si trasforma in una spada che ha la capacità di controllare e far fuoriuscire acqua.
- Mizuchi (螭?) e Chiki (螭器?) come Strumento del "Padre"; prende la forma di una shakujō.
- Furu (零?), da umana Furuhime (零姫?), e Reiki (零器?) come Strumento di Rabō; prende la forma di una katana.
- Tsutsu (筒?), da umana Tsutsumi (筒弥?), e Touki (筒器?) come Strumento di Ebisu; diventa una pistola.
- Eyami (疫?) come Strumento di Takemikazuchi.

In seguito si scopre essere la "sorella" di Yato e il suo primo Shinki, condiviso con il Padre, con la quale commetteva numerosi omicidi per volere di quest'ultimo. Il ragazzo le toglie infine il nome, mettendo fine alla serie di omicidi commessi con lei. Il Padre sostiene abbia avuto una morte orribile. Nonostante Nora sia a conoscenza del suo vero nome e della sua morte, è riuscita a non trasformarsi completamente in uno Spettro. È molto legata al Padre e rimane al suo fianco finché lui non decide di ripudiarla, per usare Yukine come Shinki. A questo punto Nora stringe amicizia con Yukine e decide perciò di aiutarlo, alleandosi con Hiyori.
Kugaha (陸巴?)
Doppiato da: Takanori Hoshino
Inizialmente uno degli Strumenti di Bishamonten, nonché suo medico, è colui che inizia a cospirare contro dei lei, cercando di farla uccidere e sterminando gran parte del suo nuovo Clan, grazie all'aiuto di Nora e degli spiriti con le maschere, con il solo scopo di farla rinascere e poter essere la sua nuova Guida; al seguito della faccenda, viene privato del nome ed esiliato da Bishamon. Si scopre poi essere un randagio, usato dal Padre con Edachi (役?) come nome; anche Tenjin lo rende suo strumento così da tenerlo sotto controllo, con il nome di Saku (斯?). Da Strumento Divino di Bishamonten, il suo nome era Rokki (陸器?) e aveva la forma di una bilancia.
Kiun (黄云?)
Strumento Guida di Takemikazuchi, il suo nome puro è Ki (黄?) e il suo nome da Strumento è Ōki (黄器?). Da Strumento si trasforma in un drago di fulmini. Nonostante abbia vissuto a fianco del dio per secoli e sia uno Shinki potentissimo, Kiun non è mai riuscito a diventare uno Strumento Benedetto.
Nana (七?)
Nana è uno Strumento Benedetto con l’aspetto di una ragazzina, viene chiamata Hafuru-momo (はふる者? “colei che seppellisce”) dagli dei. Era in vita una ragazza Emishi che venne uccisa da un esercito, e divenne in seguito lo Shinki di una divinità che lei chiama “Aya-sama” (“padre” nel dialetto di Iwate) e si macchiò del più grande peccato, cioè ferire la dea del sole Amaterasu. Per punirla i cieli la rinchiusero in una scatola che lasciarono in una grotta. Viene liberata da Bishamonten che ne fa il suo Shinki, per attaccare i cieli, con il nome Nana (七? “Sette”) e da Strumento Shikki (七器?). Da Strumento si trasforma in vestiti e una spada.

### Altri
Koto Fujisaki (藤崎浩人?, Fujisaki Kōto)
Doppiato da: Kaito Ishikawa
Uno studente del terzo anno che inizialmente sembra avere una cotta per Hiyori. È in realtà il misterioso "Padre" di Yato e Nora, nonché il ricercato artefice e principale antagonista, un umano morto più di mille anni prima e scappato dallo Yomi, che diventò un dio e creò Yato dal desiderio di essere amato dopo la perdita della donna che amava. Dopo la morte della donna per via di una calamità pianifica di distruggere i cieli e gli dei. Ha preso le sembianze dello studente, che utilizza anche per stare vicino a Hiyori. È in possesso di ben due "pennelli fantasma": il suo, rubato mentre scappava dall'Aldilà, con cui era in grado di creare maschere in grado di controllare gli spiriti, che però svanivano con la luce del sole; quello sottratto ad Ebisu dopo la sua morte, più potente, che permette di creare e controllare Spettri dandogli un nome. Possiede solo Nora come Shinki, con il nome “Mizuchi”; in seguito anche Yukine diventa un suo Shinki, con il nome “Hagusa”.
Tsuyu (梅雨?)
Doppiata da: Saori Hayami
Considerata lo Shinki Guida di Tenjin, è in realtà lo spirito di un albero di susino, nata perché il dio riuscì a vederne l’anima all’interno dell’albero. Ha vissuto al fianco del dio per più di mille anni. È in grado di vedere e sentire ogni cosa comunicando con gli alberi circostanti.

Sakura (桜? lett: "Ciliegio")
Sakura era stata la prima Shinki di Yato (oltre a Nora), quando era ancora bambino. Si erano incontrati sotto un ciliegio e per questo le aveva assegnato il nome "Sakura". Era stata prima lo Shinki di Tenjin, cacciata per un attacco di rabbia del dio. Il suo nome da Strumento era Ouki (桜器?) e si trasformava in un Kusungobu. Fu inoltre lei la prima persona a chiamare Yaboku "Yato", sbagliando la lettura del suo nome. Aveva un rapporto da sorella maggiore con Yato, tanto da riuscire quasi a convincerlo a non commettere più omicidi.
Si trasformò in uno Spettro dopo che Yato, manipolato da Nora, le rivelò il suo vero nome. Si chiamava in realtà Tamanone ed era una nobile violentata e uccisa da dei banditi. Il suo vero nome, Tamanone, che finisce in "ne", è il motivo per cui Yato ha scelto questa sillaba per il Clan dei suoi Shinki futuri.

## Media

### Manga
Noragami debuttò sul numero di gennaio 2011 della rivista Monthly Shōnen Magazine di Kōdansha, pubblicato il 6 dicembre 2010, e al 16 febbraio 2024 sono stati pubblicati ventisette volumi in formato tankōbon. La serie si è conclusa il 6 gennaio 2024 nel numero di febbraio 2024. I volumi dal 9 all'11, dal 15 al 18 e 20 sono stati pubblicati simultaneamente insieme ad un'edizione limitata, contenente un drama CD nel primo caso ed episodi anime in DVD per gli altri tre. Alcuni capitoli extra della serie sono stati pubblicati come spin-off su Monthly Shōnen Magazine + dal 2011 e, al 15 novembre 2013, tali capitoli sono stati pubblicati in un unico volume dal titolo Noragami shūishū (ノラガミ拾遺集?).
I diritti del manga per la pubblicazione di un'edizione in lingua inglese nel Nord America sono stati acquistati da Kodansha Comics USA, che pubblica la serie con il titolo Noragami: Stray God; il primo volume dell'edizione inglese è stato pubblicato il 2 settembre 2014. La prima edizione italiana fu curata dalla GP Publishing, che ha pubblicato il primo volume il 6 ottobre 2012 e in seguito ha sospeso la pubblicazione a gennaio 2016 per la rottura di rapporti fra la casa editrice italiana e Kōdansha. Da aprile 2017 a luglio 2024 la pubblicazione italiana è ricominciata a cura di Planet Manga con una versione limitata del primo volume firmata da Mirka Andolfo.

### Anime

Logo della prima stagione

L'adattamento televisivo di Noragami è stato prodotto dallo studio Bones e diretto da Kotaro Tamura con la sceneggiatura di Deko Akao e il character design di Toshihiro Kawamoto. La sigla d'apertura è interpretata dagli Hello Sleepwalkers con "Overnight Appointment" (午夜の待ち合わせ?, Goya no Machiawase), invece la sigla di chiusura è "Heart Realize" (ハートリアライズ?, Hāto Riaraizu) composta dai Supercell e cantata da Tia.

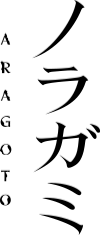
Logo della seconda stagione

Il primo episodio della serie è stato proiettato in anteprima durante l'edizione del 2013 dell'Anime Festival Asia. Le prime trasmissioni della serie sono iniziate sul network giapponese Tokyo MX e in seguito su MBS, BS11 e TVA. Funimation ha concesso in licenza l'anime per lo streaming in Nord America.
L'episodio finale è andato in onda su Tokyo MX il 23 marzo 2014. Il 17 febbraio 2014 all'edizione limitata del 10° volume del manga è stato allegato un DVD con un episodio aggiuntivo e il 17 luglio 2014 al volume 11 è stato allegato un secondo episodio sempre in DVD.La serie è trasmessa in streaming sottotitolata in italiano su Netflix e su VVVVID·
Una seconda stagione animata, intitolata Noragami Aragoto (ノラガミ ARAGOTO?), composta da 13 episodi, ha iniziato la trasmissione il 2 ottobre ed è finita il 25 dicembre 2015. La sigla d'apertura è interpretata dai The Oral Cigarettes con "Hey Kids!!" (狂乱?, Kyōran Hey Kids!!), invece la sigla di chiusura è a cura di Tia ed è "Nirvana" (ニルバナ?, Nirubana). La serie, in Italia, è trasmessa in streaming sottotitolato su VVVVID.

#### Episodi
| Nº                            | Titolo italiano Giapponese 「Kanji」 - Rōmaji | In onda          | In onda |
| Nº                            | Titolo italiano Giapponese 「Kanji」 - Rōmaji | Giapponese       |         |
| Noragami (12 episodi)         | |                  |         |
| 1                             | Un gatto, un Dio vagabondo e una coda 「家猫と野良神と尻尾」 - Ieneko to Noragami to shippo | 5 gennaio 2014   |         |
| 1                             | Un dio guerriero caduto in disgrazia di nome Yato cerca di racimolare denaro lavorando come dio a domicilio che esaudisce piccole invocazioni uccidendo spettri, anime corrotte dal male che superano il confine tra il mondo degli spiriti (Higan) e quello degli umani (Shigan). Dopo l'ultima missione, però, il suo strumento divino Mayu si licenzia, stufa di venire bistrattata e di vivere senza una fissa dimora, in quanto Yato non ha nemmeno un santuario a lui consacrato. Un giorno, mentre cerca di riportare un gatto domestico che si è perso ai suoi padroni per guadagnare qualche spicciolo, Yato incontra Hiyori, una ragazza che a seguito di uno strano incidente stradale è diventata un mezzo spettro in grado di vedere le creature del mondo degli spiriti. Quando entra in questa forma, il corpo reale di Hiyori si addormenta, mentre la sua anima mantiene coscienza e appare tale e quale a lei, ma con una strana coda violacea. Quello stesso giorno, la ragazza viene attaccata da uno spettro e Yato interviene per salvarla. In seguito, Hiyori esprime la preghiera di ritornare normale e Yato accetta di farsene carico, in cambio di cinque yen. |                  |         |
| 2                             | Come la neve 「雪のような」 - Yuki no yōna | 12 gennaio 2014  |         |
| 3                             | Calamità offerta 「招かれた厄災」 - Manekareta yakusai | 19 gennaio 2014  |         |
| 4                             | Dove la felicità mente 「しあわせの在処」 - Shiawase no arika | 26 gennaio 2014  |         |
| 5                             | Confine 「境界線」 - Kyōkaisen | 2 febbraio 2014  |         |
| 6                             | Persona inquietante 「コワイヒト」 - Kowai hito | 9 febbraio 2014  |         |
| 7                             | Incertezza e destino 「迷い事、定め事」 - Mayoigoto, sadamegoto | 16 febbraio 2014 |         |
| 8                             | Oltre la linea 「一線を越えて」 - Issen o koete | 23 febbraio 2014 |         |
| 9                             | Nome 「名前」 - Namae | 2 marzo 2014     |         |
| 10                            | Trattato con odio 「忌むべき者」 - Imu beki mono | 9 marzo 2014     |         |
| 10                            | La città è scossa da una serie di omicidi che la gente attribuisce a un dio misterioso chiamato Rabou. Nonostante questo, Hiyori e le sue amiche vogliono recarsi al santuario di Tenjin per celebrare il Capodanno e chiedere buona sorte alla divinità per il superamento degli esami. La ragazza chiede a Yato e Yukine di raggiungerla per festeggiare insieme ma, sulla strada per il santuario, i due sono ostacolati da un'orda di spettri che riescono a sconfiggere, impiegando però tutta la notte. Nel frattempo, Hiyori viene attirata in una trappola da Nora, che vuole recidere il legame tra lei e Yato. Nonostante la ragazza riesca a sfuggire all'attacco di alcuni lupi-spettro che portano sul muso la stessa maschera di Nora, quando Yato e Yukine giungono da lei, ella ha perso ogni ricordo di loro. |                  |         |
| 11                            | Dio abbandonato 「棄てられた神」 - Suterareta kami | 16 marzo 2014    |         |
| 11                            | In un flashback si vedono Yato e un altro Dio delle Calamità combattere insieme, sterminando un intero esercito nemico. Nel presente, Yato cerca di escogitare vari stratagemmi per fare tornare la memoria a Hiyori, ma invano. In seguito il dio incontra Nora e il suo misterioso compagno, che si rivela essere Rabou, il Dio delle Calamità visto in precedenza. Questi lancia una strana sfida a Yato: restituirà la memoria a Hiyori solo se Yato riuscirà a batterlo in combattimento. Yato rifiuta perché teme che Yukine possa perire durante lo scontro. Tuttavia, in seguito a un secondo intervento di Nora, la situazione non fa che peggiorare: Hiyori perde i ricordi anche di Yukine e Nora avverte Yato che è solo questione di tempo prima che perda del tutto la facoltà di ricordare qualunque cosa, riducendosi solo a un guscio vuoto. Yato e Yukine decidono così di accettare la sfida di Rabou. |                  |         |
| 12                            | Un frammento di memoria 「一片の記憶」 - Hitohira no kioku | 23 marzo 2014    |         |
| Noragami Aragoto (13 episodi) | |                  |         |
| 1                             | Nome postumo, mano tesa 「諱、握りて」 - Imina, nigirite | 2 ottobre 2015   |         |
| 2                             | I suoi ricordi 「彼女の思い出」 - Kanojo no omoide | 9 ottobre 2015   |         |
| 3                             | Legame fasullo 「イツワリノ絆」 - Itsuwari no kizuna | 16 ottobre 2015  |         |
| 4                             | Preghiera 「願」 - Negai | 23 ottobre 2015  |         |
| 5                             | Benedizione, anatema 「神祝き、呪きき」 - Kamuhosaki, hosakiki | 30 ottobre 2015  |         |
| 6                             | Quel che va fatto 「為すべきこと」 - Nasubeki koto | 6 novembre 2015  |         |
| 7                             | Il modo di celebrare gli dei 「神様の祀り方」 - Kami-sama no matsuri-kata | 13 novembre 2015 |         |
| 8                             | Dio della sciagura 「禍律神」 - Magatsu-kami | 20 novembre 2015 |         |
| 9                             | Il suono di un filo che si spezza 「糸の切れる音」 - Ito no kireru oto | 27 novembre 2015 |         |
| 10                            | Così sia fatto 「斯く在りし望み」 - Kaku-arishi Nozomi | 4 dicembre 2015  |         |
| 11                            | Ritorno alla vita 「黄泉返り」 - Kōsen kaeri | 11 dicembre 2015 |         |
| 12                            | La tua voce che mi chiama 「君の呼ぶ声」 - Kimi no yobu koe | 18 dicembre 2015 |         |
| 12                            | Ebisu rivela che c'è un modo per far tornare indietro qualcuno dallo Yomi anche senza bisogno di riaprire il varco: occorre che una persona del mondo terreno, profondamente legata a colui che sta cercando di salvare, lo chiami pronunciando il suo nome. Hiyori tenta allora in tutti i modi di far tornare Yato nel mondo reale, ma senza successo. Tenta allora di richiamare Bishamonten e, con sua somma sprpresa, riesce nell'intento. La ragazza comprende dunque che Yato non è il verso nome del suo amico e, ricordando i caratteri incisi sul santuario in miniatura che gli aveva regalato, risale a quello vero: uno dei caratteri ha infatti una doppia lettura che porta Hiyori a chiamare Yato con il nome di Yaboku, riuscendo effettivamente a strapparlo dalle grinfie di Izanami. Proprio in quel momento, però, sopraggiunge sul luogo l'armata dei cieli decisa a eliminare Ebisu per il suo tradimento. Tramite uno strumento estremamente potente, il cerchio deicida, gli dei scagliano diversi attacchi che vengono però fermati prima da Bishamonten e poi da Yato con l'aiuto di Sekki. Al terzo tentativo, un cerchio deicida appare proprio sotto i piedi di Ebisu: i suoi compagni non possono fare nulla per salvarlo e il Dio della Fortuna muore davanti agli occhi di Yato. |                  |         |
| 13                            | Il messaggio del dio della fortuna 「福の神の言伝」 - Fuku-no-Kami no kotodzuke | 25 dicembre 2015 |         |
| 13                            | Qualche tempo dopo la morte di Ebisu per mezzo del cerchio deicida, Yato stringe amicizia con la sua reincarnazione, che ha la forma di un bambino, e mantiene la promessa fatta al suo predecessore accompagnandolo a mangiare al ristorante "Olive Ken". Nel frattempo Konimi, la nuova guida di Ebisu (anche Iwami è sopravvissuto, ma è costretto a rimanere nascosto per evitare l'ira degli dei maggiori), spiega agli altri dei della fortuna gli scopi dietro agli esperimenti che il dio compiva con gli spettri e il motivo del suo viaggio nello Yomi. Una notte Yato decide di affrontare con Yukine l'argomento del proprio passato, confessando di aver ucciso molte persone insieme a Nora e di aver continuato a farlo anche recentemente. All'improvviso, sul posto compare proprio Nora, fuggita dallo Yomi, che rivela ai tre che la morte di Ebisu era stata pianificata come capro espiatorio dal "Padre": anch'egli infatti desiderava appropriarsi del pennello in grado di creare e dare un nome agli spettri. Yato, allora, decide finalmente di recidere il suo legame con Nora privandola del nome Hiiro: da quel momento non sarà più un suo Strumento Divino. In seguito, il dio confessa a Yukine e Hiyori di voler diventare una divinità che porti felicità nella vita degli uomini. In una scena dopo i titoli di coda, Koto Fujisaki osserva i tre protagonisti camminare per le strade di Tokyo, rigirandosi il pennello di Ebisu fra le mani: è in realtà lui il misterioso "Padre" di Yato e Nora e ha al suo seguito un esercito di spettri. |                  |         |

##### NoragamiOAV
| OAV | Titolo italiano Giapponese 「Kanji」 - Rōmaji                                      | Prima edizione   | Prima edizione |
| OAV | Titolo italiano Giapponese 「Kanji」 - Rōmaji                                      | Giapponese       |                |
| 1   | Possessione divina, maledizione divina 「神憑り、神祟り」 - Kamigakari, kamitatari | 17 febbraio 2014 |                |
| 2   | Promessa di primavera 「春の約束」 - Haru no yakusoku                              | 17 luglio 2014   |                |

##### Noragami AragotoOAV
| OAV | Titolo italiano Giapponese 「Kanji」 - Rōmaji | Prima edizione   | Prima edizione |
| OAV | Titolo italiano Giapponese 「Kanji」 - Rōmaji | Giapponese       |                |
| 1   | Il caso dell'omicidio seriale del dio Yato: il teatro della suspense di Noragami 「夜ト神連続殺人事件 ノラガミサスペンス劇場」 - Yatogami renzoku satsujin jiken: Noragami Sasupensu gekijō | 17 novembre 2015 |                |
| 2   | Una foto insieme 「一緒に写真を」 - Issho ni shashin o | 17 marzo 2016    |                |